# Ocean Boys
Ocean Boys war ein nigerianischer Fußballverein aus Brass.

## Geschichte
| Saison                                                                                                  | Platz                  |
| --- | ---------------------- |
| 2002 | ?                      |
| 2003 | ?                      |
| 2004 | ?                      |
| 2005 | ? (Aufstieg)           |
| 2006 | 1 (2) (Gruppe B) n. q. |
| 2007 | 7 (Gruppe A) n. q.     |
| 2007/08                                                                                                 | 13                     |
| 2008/09                                                                                                 | 8                      |
| 2009/10                                                                                                 | 14                     |
| *n. q. = nicht qualifiziert für Finalrunde *In Klammern sind die Platzierung vor Beginn der Finalrunde. |                        |

Der Ocean Boys FC wurde am 12. November 2002 durch Sylva Nathaniel Ngo, den Vorsitzenden der Brass Stadtverwaltung, gegründet. Ngo gründete den Verein mit der Absicht, jungen Spielern die Chance zu geben, in einem Verein aktiv zu werden und sie so von der Straße zu locken. Innerhalb von drei Jahren schaffte man den Aufstieg in die Nigerianische Premier League. 2006, in ihrer ersten Erstligasaison, gelang die große Überraschung. In der Gruppe B gewann das Team zehn von achtzehn Spielen und qualifizierte sich hinter Nasarawa United für die Finalrunde. Bei dieser (aus Gruppe A qualifizierten sich Kwara United und Wikki Tourists) spielte jede Mannschaft je einmal gegeneinander. In dem Viererturnier vom 6. zum 10. September 2006 konnten die Ocean Boys die ersten beiden Spiele gegen Nasarawa United und Wikki Tourists für sich entscheiden, so dass man sich am letzten Tag ein Unentschieden gegen Kwara United leisten konnte. Mit 3:0 Toren und sieben Punkten wurde die Meisterschaft gewonnen. Im Folgejahr verlief die Saison enttäuschend. In der Gruppe A schaffte man nur den siebten Rang und verpasste somit die Qualifikation zur Finalrunde deutlich. Auch im neuen Ligamodus 2007/08 konnte man an den Erfolg von 2006 nicht anknüpfen und wurde nur 13. Mit fünfzig Punkten hatte der Verein nur vier Punkte Vorsprung auf den ersten Abstiegsplatz. Allerdings feierte man im nigerianischen Fußballpokal Siege und erreichte das Finale. Am 7. Juli 2008 stand man im Endspiel in Makurdi, im Aper-Aku-Stadion dem Team vom Gombe United FC gegenüber. Nachdem nach 90 Minuten und Verlängerung kein Sieger gefunden war und es 2:2 stand, musste das Elfmeterschießen entscheiden. Dabei setzten sich die Ocean Boys mit 7:6 durch und konnten erstmals den Pokal in den Händen halten. Zur Spielzeit 2008/09 erreichte der Verein einen einstelligen Tabellenplatz. Mit Rang acht erreichte die Mannschaft einen guten Mittelfeldplatz. Bisher konnten die Ocean Boys einmal die Nigerianische Premier League und einmal den nigerianischen Fußballpokal gewinnen. Der Verein ging im November 2012 insolvent und alle Spiele der Saison 2011/2012 wurden annulliert. Am 21. Dezember 2012 wurde der Nachfolge Verein Divine Warriors gegründet, dieser wurde aber nach neun Spielen und dem Rücktritt von Ada Gwegwe wieder aufgelöst. Der Nachfolger-Verein verkaufte am 8. März 2013 durch seinen frühen Bankrott, den Großteil der Spieler und seine Lizenz an den Fountain FC.

### Stadion
Seine Heimspiele trug der Verein entweder im Yenagoa Township Stadion oder im Ughelli Township Stadion aus.

## Erfolge
- Nigerianischer Meister: 2006
- Nigerianischer-FA-Cup-Sieger: 2008

## Bekannte ehemalige Spieler
(Auswahl)
- Gift Atulewa (U-Nationalspieler Nigerias)
- Ideye Brown (U-Nationalspieler Nigerias)
- Ikechukwu Ezenwa (U-Nationalspieler Nigerias und Olympiateilnehmer (Silber) 2008)
- Uche Okechukwu (Ehemaliger Nationalspieler Nigerias)
- Stephen Worgu (U-Nationalspieler Nigerias)

## Oceans Trainer
(unvollständig)
- 200600000:  Maurice Cooreman
- 200700000:  Tunde Disu
- 0000000000  Larry Eteli
- 2008–2009:  Evans Ogenyi
- 200900000:  Lawrence Akpokona